# Jana Fialová (bioložka)
Jana Fialová (* 25. října 1972 Brno) je česká bioložka, manželka předsedy vlády Petra Fialy. V roce 2012 začala působit na Ústavu ochrany a podpory zdraví Lékařské fakulty Masarykovy univerzity, na níž se stala proděkankou pro záležitosti studentů. Od května 2023 je prorektorkou Masarykovy univerzity pro záležitosti studentů a vnější vztahy. Věnuje se zdravému životnímu stylu, výživě a škodlivosti kouření.

## Osobní život
Narodila se 25. října 1972 v Brně. Po maturitě na brněnském gymnáziu na třídě Kapitána Jaroše vystudovala systematickou biologii a ekologii na Přírodovědecké fakultě Masarykovy univerzity, kde v roce 1997 promovala. Postgraduálně absolvovala obory hygiena, preventivní lékařství a epidemiologie na Lékařské fakultě Masarykovy univerzity (2012), na které v letech 2015–2017 zasedala v akademickém senátu a poté se stala proděkankou pro záležitosti studentů. V letech 2008–2012 působila na fakultním Ústavu preventivního lékařství, odkud přešla do Ústavu ochrany a podpory zdraví.
Partnerský vztah s Petrem Fialou navázala začátkem listopadu 1989 po jeho říjnovém návratu z vojny do Brna. Svatba se uskutečnila v roce 1992. Do manželství se narodily tři děti. Nejstarší Martin Fiala vystudoval dějiny umění na FF MU, Klára Fialová se stala posluchačkou lékařství na LF MU a nejmladší Jiří Fiala nastoupil ke studiu historie a ekonomie.